# 565 v. Chr.
Portal Geschichte | Portal Biografien | Aktuelle Ereignisse | Jahreskalender | Tagesartikel

◄ |
7. Jahrhundert v. Chr. |
6. Jahrhundert v. Chr. |
5. Jahrhundert v. Chr. |
►

◄ | 580er v. Chr. | 570er v. Chr. | 560er v. Chr. | 550er v. Chr. |
540er v. Chr. |
►

◄◄ | ◄ | 568 v. Chr. | 567 v. Chr. | 566 v. Chr. | 565 v. Chr. |
564 v. Chr. |
563 v. Chr. |
562 v. Chr. |
► |
►►

## Ereignisse

### Politik und Weltgeschehen
- um 565 v. Chr.: Solon verlässt Athen, Peisistratos tritt als Führer jener Partei hervor, die die Leute des attischen Berglandes vertritt.

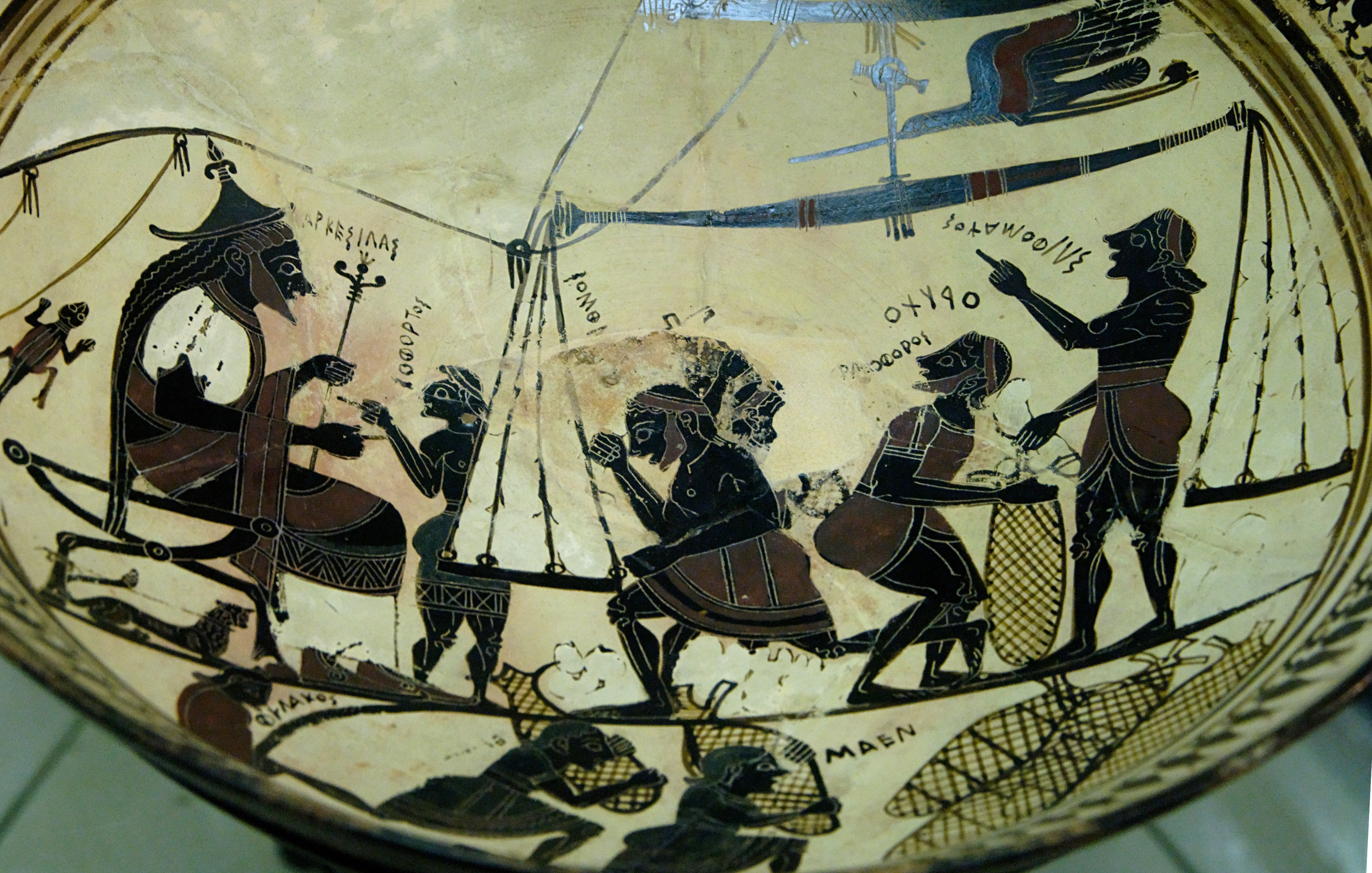
Bildnis des Arkesilaos II. auf der Arkesilas-Schale

- 565/560 v. Chr.: Arkesilaos II. wird als Nachfolger seines Vaters Battos II. König von Kyrene.

### Wissenschaft und Technik
- Im babylonischen Kalender fällt das babylonische Neujahr des 1. Nisannu auf den 14.–15. März[1]; der Vollmond im Nisannu auf den 28. März[1] und der 1. Tašritu auf den 7.–8. September[1].[2]

## Gestorben
- 565/560 v. Chr.: Battos II., König von Kyrene